# 대한민국 민사소송법 제200조
대한민국 민사소송법 제200조는 일부판결에 대한 민사소송법조문이다. 일부판결이란 동일소송절차에 의해 심판되는 사건의 일부를 다른 부분에서 분리하여 그것만 먼저 끝내는 종국판결이다. 장점으로는 판결하기에 성숙한 일부만이라도 먼저 판결함으로써 소송심리의 정리, 집중과 신속한 권리구제에 이바지한다.

## 조문
제200조(일부판결) (1) 법원은 소송의 일부에 대한 심리를 마친 경우 그 일부에 대한 종국판결을 할 수 있다.
(2) 변론을 병합한 여러 개의 소송 가운데 한 개의 심리를 마친 경우와, 본소(本訴)나 반소의 심리를 마친 경우에는 제1항의 규정을 준용한다.